# Estação Esteio
A Estação Esteio é uma das estações do Metrô de Porto Alegre, situada em Esteio, entre a Estação Petrobrás e a Estação Luiz Pasteur. Faz parte da Linha 1.
Foi inaugurada em 2 de março de 1985. Localiza-se no cruzamento da Rua Maurício Cardoso com a Rua Ernesto Weick. Atende o bairro do Centro.

## Localização
A estação recebeu esse nome por ser a única estação situada no município de Esteio. O município teve origem com a construção de uma linha férrea entre Porto Alegre e Novo Hamburgo, que fez com que alguns operários construíssem suas casas ao longo dos trilhos.
Em suas imediações se localiza o Parque Estadual de Exposições Assis Brasil, inaugurado em 1970 e sede da Expointer, além da Praça do Expedicionário.